# قلعة نو فريمان
قلعة نو فريمان (بالفارسية: قلعه‌نو فریمان) هي قرية تقع في قسم فريمان الريفي في إيران. يقدر عدد سكانها بـ 3,310 نسمة .